# أندرو ليونارد
أندرو ليونارد (بالإنجليزية: Andrew Leonard)‏ هو ناقد أدبي وصحفي أمريكي، ولد في 1962.

## وصلات خارجية
- أندرو ليونارد على موقع إن إن دي بي (الإنجليزية)